# Brachiaria oligobrachiata
Brachiaria oligobrachiata là một loài thực vật có hoa trong họ Hòa thảo. Loài này được (Pilg.) Henrard mô tả khoa học đầu tiên năm 1940.